# Vlootoorlogsinsigne
Het Vlootoorlogsinsigne  (Duits: Flotten-Kriegsabzeichen) werd op 30 april 1941 door de opperbevelhebber van de Kriegsmarine grootadmiraal Erich Raeder ingesteld. Het kon worden toegekend aan alle bemanningsleden, inclusief soldaten die gesneuveld of omgekomen waren in gevechten, en bemanningen van slagschepen en kruisers.

## Uiterlijk
Het hoog ovale uit tombak (later uit zink) vervaardigde insigne toont in het midden een vooruit varend gestileerd slagschip. Het insigne toont het nationaal embleem van de Kriegsmarine aan de bovenzijde, en een rijksadelaar met uitgestrekte vleugels, die een omgekeerde swastika in zijn klauwen houdt. Het ontwerp was van de Berlijnse ontwerper Wilhelm Peekhaus uit Berlijn. Doehle, Ailsby en Klietmann vermelden: Adolf Bock uit Berlijn als ontwerper van het insigne.

## Instellingsbeschikking
De instellingsbeschikking voor het vlootoorlogsinsigne werd op 30 april 1941 in het Reichsgesetzblatt gepubliceerd. De volledige bewoording waren:
1. In de strijd tegen Engeland brachten de kruisers en kruisers op verreikende, gedurfde ondernemingen zware verliezen toe aan de vijand in de scheepvaartruimte en verstevigden zo de ring van blokkades rond Engeland.
2. Het insigne werd toegekend aan de bemanningen (inclusief gesneuvelde of overleden soldaten en andere geschikte kandidaten) van de ingezette slagschepen. De toekenning werd uitgereikt door de commandant van de eenheid.
3. De insigne kon ook uitgereikt worden aan bemanningen van de andere schepen die bij de zeemacht worden ingezet, en waarvoor nog geen speciale oorlogsinsigne is verstrekt. De toekenning wordt gedaan door de bevelhebber of een Konteradmiral.
4. Het insigne werd op het uniform gedragen, zoals het onderzeebootoorlogsinsigne 1939.

## Toekenningsvoorwaarden[9]
De toekenningsvoorwaarden werd in het Marineverordnungsblatt van 5 juni 1941 gepubliceerd. De voorwaarden waren:
- 1. Algemene voorwaarden
  - Waardigheid en goed leiderschap

- 2. Bijzondere voorwaarden
  - a) voorwaarde voor een of meer oorlogsreizen van in totaal minimaal 12 weken
  - b) van de onder a) van de gestelde voorwaarde kan afgeweken worden:
    - 1. als de operatie bijzonder succesvol was, en of als het individu zich bijzonder uitmuntend gedragen had of gesneuveld is;
    - 2. bij het verliezen van een schip door vijandig optreden, en in bijzonder gevallen bij verwondingen;
    - 3. voor deelname aan de beide gevechten bij IJsland (Rawaldpindi) en Jan Mayen.

- 3. Overledenen die aan de eisen hebben voldaan of bijna hebben voldaan, kan het insigne worden toegekend. Als de gewonde overlijdt aan een ongeluk of een ziekte die tijdens de vaart is opgelopen.

- 4. Aan de bemanningen van overige die met de vlootstrijdkrachten ingezette schepen mag het Vlootoorlogsinsigne alleen toegekend worden als zulke schepen in verbinding met de zeestrijdkrachten met gevechtstaken belast waren.

- 5. Het vlootcommando is geautoriseerd, met inachtneming van bovenstaande voorwaarden, zo nodig in overleg met de Kommandierenden Admiralen Nord und Ost (vrije vertaling: bevelvoerende admiraals noord en oost), vervolledigen.

## Verruimde toekenningsvoorwaarden
In de volgende maanden en jaren, vaardigde het Oberkommando der Marine verschillende aanvullende toekenningsvoorwaarden uit om die marinesoldaten te eren die niet onder de vorige toekenningsvoorwaarden vielen. Dat gebeurde op de volgende datums:
- 15 juli 1941
- 28 oktober 1941
- 7 april 1942
- 31 augustus 1942
- 17 maart 1945

## Vlootoorlogsinsigne met briljanten
Na het uitreiken van het Ridderkruis van het IJzeren Kruis met Eikenloof was het in de Kriegsmarine gewoonte, om van dezelfde onderscheiding een versie met briljanten te verlenen. 
Als je de officiële volgorde van toekenning zou volgen, zou het Vlootoorlogsinsigne met briljanten maar aan één persoon zijn toegekend, namelijk Admiral Theodor Krancke, nadat hij op 18 oktober 1944 het eikenloof bij zijn Ridderkruis van het IJzeren Kruis kreeg. Volgens meerdere verklaringen van Krancke heeft hij het Vlootoorlogsinsigne met briljanten nooit ontvangen.
Een andere curiositeit is de uitreiking van de insigne met briljanten aan Admiral Otto Schniewind. Schniewind ontving pas op 21 april 1940 het Ridderkruis van het IJzeren Kruis. Een uitreiking met eikenloof heeft nooit plaatsgevonden. De uitreiking van het Vlootoorlogsinsigne met Briljanten op 30 juli 1944 is des te verbazingwekkender. Of het een vergissing is van de auteur die deze onderscheiding heeft opgeschreven, of dat er een andere onderscheiding heeft plaatsgevonden, kan op dit moment niet worden verklaard.
Er moet ook worden vermeld dat een hedendaags origineel van de Vlootoorlogsinsigne met briljanten zich in een Engelse privécollectie van een dr. Heynes in Londen bevindt. Dit insigne werd in 1967 voor het eerst ter beschikking gesteld aan Kurt-Gerhard Klietmann. Het Vlootoorlogsinsigne met briljanten is qua vorm vergelijkbaar met het oorspronkelijke ontwerp. Alleen het hakenkruis is bezet met 14 diamanten en valt daardoor wat groter uit. Er wordt nog gespeculeerd of het privéstuk een insigne is dat nooit toegekend is, of dat er een derde, onbekende toekenning heeft plaatsgevonden.

## Draagwijze[11][4]
De onderscheiding werd als Steckkreuz op de linkerborstzak gedragen, net onder het IJzeren Kruis 1939, 1e Klasse of een daaraan gelijkwaardige militaire onderscheiding. Er was geen lint of baton maar een kleine uitvoering van het insigne mocht op burgerkleding worden gedragen. Ook het dragen van een miniatuur aan een kleine ketting op de revers van rokkostuums was toegestaan.

## Na de Tweede Wereldoorlog
Dit insigne is van een hakenkruis voorzien. Als gevolg daarvan is het verzamelen, tentoonstellen en verhandelen ervan in Duitsland aan strenge wettelijke regels onderworpen.
De geallieerde mogendheden hebben na de bezetting van Duitsland het dragen van alle Duitse orden en onderscheidingen, dus ook die uit het Duitse Keizerrijk van vóór 1918, verboden. Dat verbod is in de DDR altijd van kracht gebleven. Op 26 juli 1957 vaardigde de Bondsrepubliek Duitsland een wet uit waarin het dragen van onderscheidingen met daarop hakenkruizen of de runen van de SS werd verboden. Het dragen van dit insigne werd net als het dragen van de Orde van Verdienste van de Duitse Adelaar en het Ereteken voor de 9e november 1923, de zogenaamde "Bloedorde", streng verboden. Ook het verzamelen, tentoonstellen en afbeelden van de onderscheiding werd aan strenge regels gebonden. Een aantal onderscheidingen werd ontdaan van de hakenkruizen en soms van hakenkruis en adelaar. In deze gedenazificeerde uitvoering mochten de onderscheidingen worden gedragen. Ook met het Vlootoorlogsinsigne is dat het geval.